# محمد مؤمن خان شاملو
محمد مؤمن خان شاملو (بالفارسية: محمدمؤمن خان شاملو) كان الصدر الأعظم للدولة الصفوية في الفترة ما بين سنتي 1699 حتى 1707.